# アロン旗
アロン旗（アロンき、モンゴル語：ᠠᠷᠤᠨ
ᠬᠣᠰᠢᠭᠤ　転写：Arun qosiɣu）は、中華人民共和国内モンゴル自治区フルンボイル市に位置する旗。地方政府は那吉鎮にある。
農業人口が主で全体の2/3以上を占める。地名は旗内を流れるアロン川に由来する。

## 地理
アロン旗はフルンボイル市南東部、大興安嶺山脈山麓に位置する。東はモリンダワ・ダウール族自治旗 、南は黒竜江省甘南県、西はジャラントン市、北はオロチョン自治旗及び牙克石市と接している。

## 行政区画
8鎮、4民族郷を管轄：
- 鎮：那吉鎮、六合鎮、亜東鎮、ホルチ・バルガス（霍爾奇鎮）、向陽峪鎮、三岔河鎮、復興鎮、ヒャンガン・バルガス（興安鎮）
- 民族郷：得力其爾エヴェンキ族郷、査巴奇エヴェンキ族郷、音河ダウール・エヴェンキ族郷、新発朝鮮族郷

## 交通

### 道路
- 高速道路
  - 綏満高速道路
- 国道
  - G111国道
  - G301国道